# Jacqueline Meißner
Jacqueline Meißner (geborene Klasen; * 4. Februar 1994 in Dortmund als Jacqueline Klasen) ist eine deutsche Fußballspielerin, die für die SGS Essen in der Bundesliga spielt.

## Karriere

### Verein

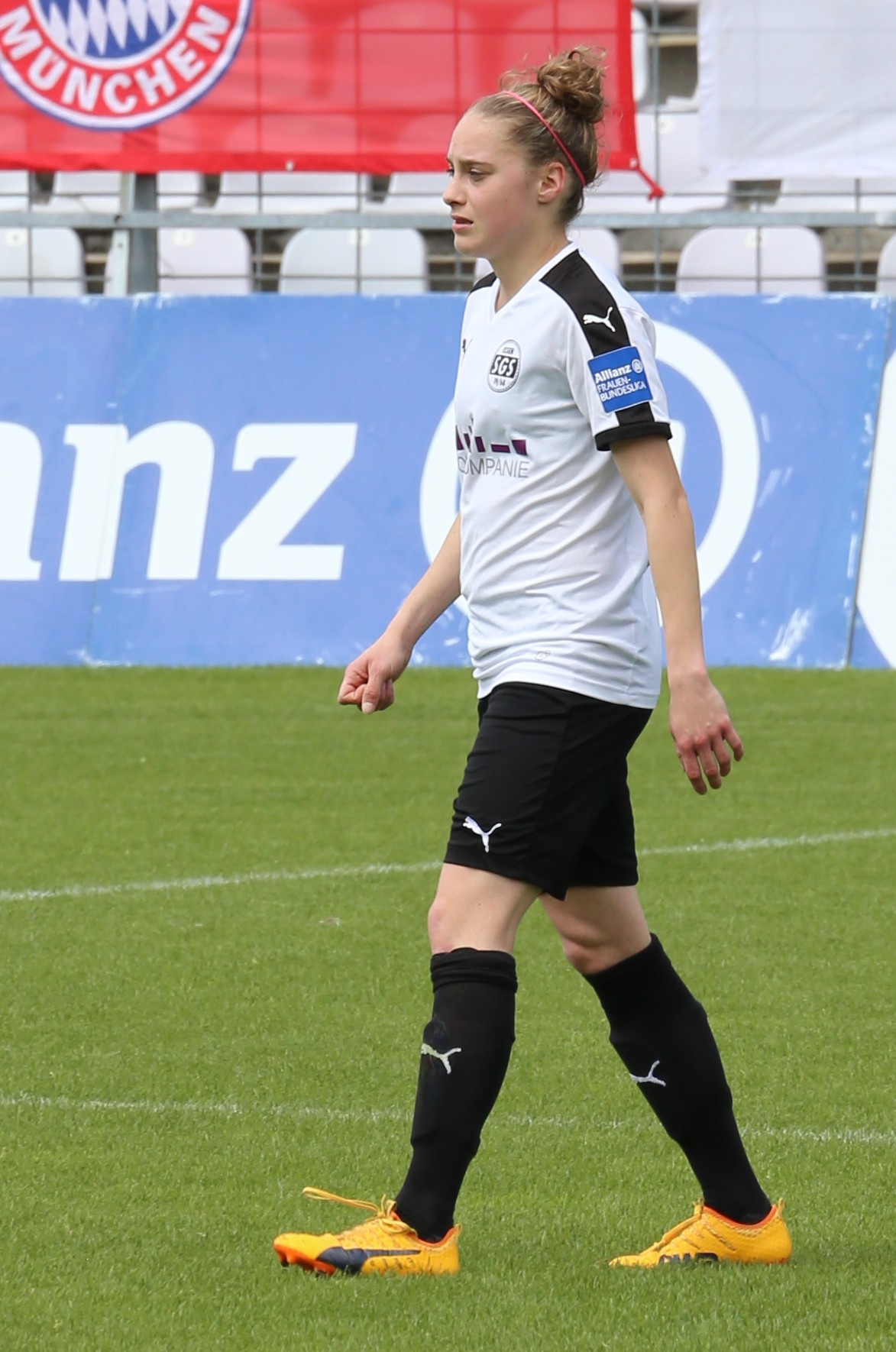
Frauen-Bundesliga-Spiel FC Bayern München gegen SGS Essen am 21. Mai 2017

Jacqueline Meißner begann in Dortmund bei der SG Phönix-Eving mit dem Fußballspielen. In Lünen spielte sie danach beim VfB 08 Lünen und BV Lünen 05 ebenfalls in Jungenmannschaften. Mitte der 2000er Jahre wechselte sie dann zur SG Beckinghausen, bevor sie im Jahr 2006 zum TuS Niederaden ging und dort in der U-17 spielte. Die Saison 2008/09 verbrachte sie bei den B-Juniorinnen des Hombrucher SV.
Im Sommer 2009 wechselte sie zur SG Lütgendortmund. Dort wurde sie sowohl bei den B-Juniorinnen in der U-17-Regionalliga West als auch – aus Mangel an Spielerinnen – bei Spielen in der ersten Mannschaft in der Frauen Regionalliga West eingesetzt. So spielte sie gleichzeitig in der B-Jugend und in der ersten Mannschaft.
Im Sommer 2011 nahm sie die Herausforderung an und wechselte zur SGS Essen in die Frauen-Bundesliga. Am 21. August 2011, im Alter von 17 Jahren, absolvierte sie im Auswärtsspiel beim 1. FFC Frankfurt ihr Bundesligadebüt, als sie in der 77. Spielminute für Isabelle Wolf eingewechselt wurde. Im defensiven Mittelfeld und als Verteidigerin eingesetzt hat sie am 27. April 2014 im Spiel gegen den MSV Duisburg ihr erstes Tor in der Bundesliga erzielt.

### Nationalmannschaft
Am 28. Februar 2012 gab sie ihr Debüt für die deutsche U-19-Nationalmannschaft, gemeinsam mit ihrer Mitspielerin bei SGS Essen, Isabelle Wolf. Im Spiel gegen die niederländische U-19-Nationalmannschaft in Cuijk wurde sie in der 46. Spielminute für Lina Magull eingewechselt. Am 20. September 2016 feierte sie im EM-Qualifikations-Spiel gegen die Auswahl Ungarns ihr A-Länderspiel-Debüt für Deutschland.

## Sonstiges
Meißner ist gelernte Groß- und Außenhandelskauffrau. Im September 2021 heiratete sie ihre langjährige Lebensgefährtin und nahm deren Familienname an.